# Панкратовское сельское поселение
Панкра́товское се́льское поселе́ние — упразднённое муниципальное образование в составе Чухломского района Костромской области России.
Административный центр — деревня Панкратово.

## История
Панкратовское сельское поселение образовано 30 декабря 2004 года в соответствии с Законом Костромской области № 237-ЗКО, установлены статус и границы муниципального образования.
16 июля 2018 года присоединено к Шартановскому сельскому поселению.

## Население
| 2008 | 2010 | 2012 | 2013 | 2014 | 2015 | 2016 | 2017 | 2018 |
| ---- | ---- | ---- | ---- | ---- | ---- | ---- | ---- | ---- |
| 294  | ↘286 | ↘274 | ↘258 | ↘248 | ↘236 | ↘226 | ↘204 | ↘195 |

## Состав сельского поселения
| № | Населённый пункт | Тип населённого пункта          | Население |
| - | ---------------- | ------------------------------- | --------- |
| 1 | Борисово         | деревня                         | ↗7        |
| 2 | Головино         | деревня                         | ↘2        |
| 3 | Костино          | деревня                         | →0        |
| 4 | Новопанкратово   | посёлок                         | ↗136      |
| 5 | Панкратово       | деревня, административный центр | ↗122      |
| 6 | Село             | деревня                         | ↗3        |
| 7 | Федьково         | деревня                         | ↗43       |